# Love at First Hiccup
Love at First Hiccup, lançado em DVD nos Estados Unidos como The First Time, é uma comédia adolescente norte-americana dirigida por Barbara Topsøe-Rothenborg, lançada em 2009. O filme é um remake do filme dinamarquês Kærlighed ved første hik, lançado em 1999.
O filme conta a história de um calouro do ensino secundário chamado Victor (Devon Werkheiser) que se apaixona ao "primeiro soluço" por Anya (Scout Taylor-Compton), uma bela rapariga mais velha da sua escola. O filme segue o seu desabrochante romance à medida que vão aprendendo a ultrapassar os pequenos soluços que podem ser encontrado em todas as relações.

## Elenco
- Devon Werkheiser... Victor
- Scout Taylor-Compton... Anya
- Tania Verafield... Marisa
- Ken Luckey... Peter
- Adam J. Bernstein... Brian
- Nicholas Braun... Ernie
- Daniel Polo... Zack
- Sean Marquette... Nick
- Twink Caplan... Aunt Elizabeth
- James Eckhouse... Christian
- Rebecca Staab... Constance
- Aria Curzon... adolescente na festa
- Ivy Seablom... adolescente na festa
- Lauren Summers... adolescente na festa